# 波利氏假鰓鱂
波利氏假鰓鱂，為輻鰭魚綱鯉齒目鰕鱂亞目鰕鱂科的其中一種，為熱帶淡水魚，被IUCN列為瀕危保育類動物，分布於非洲剛果及尚比亞淡水流域，本魚體延長，體色以白色為底，鱗框為紅色，在身體形成網狀紋，背鰭及尾鰭有暗紅色紋路，且具有淡藍色邊緣，臀鰭外緣帶有橘色邊緣，體長可達6公分，棲息在季節性的水池、沼澤與溝渠底中層水域，生活習性不明，可做為觀賞魚。

## 擴展閱讀
維基物種上的相關：波利氏假鰓鱂